# Raqqa Is Being Slaughtered Silently
Raqqa Is Being Slaughtered Silently (RSS o RBSS) és un projecte ocult de periodisme ciutadà per exposar les violacions dels drets humans per part de l'Estat Islàmic de l'Iraq i el Llevant (també conegut com a ISIL o Daeix), que ocupa la ciutat siriana septentrional d'Ar-Raqqà. ISIL utilitza Ar-Raqqà com la seva capital de facto. RSS treballa per contrarestar el relat que els ciutadans d'Ar-Raqqà han agraït la presència d'ISIL. S'ha convertit en una de les poques fonts fiables d'informació de la ciutat.

## Activitats
El grup ha publicat comptes, vídeos i fotos de primera mà de la vida i dels crims de guerra a Ar-Raqqà a través de la seva pàgina de Facebook, del lloc web, d'altres mitjans de comunicació social, i a través d'entrevistes i material a mitjans de tot el món. Com a resultat, RSS ha estat citat amb força amplitud per la premsa, que ha fet reportatges sobre el grup. Atès que els periodistes sirians o estrangers no poden treballar a Ar-Raqqà, els esforços d'RSS proporcionen una visió única. El seu treball és perillós, ja que ISIL cerca i tortura membres d'RSS i n'ha mort almenys un.

## Membres
Segons es va afirmar en una entrevista amb Vice News, originalment hi havia disset membres, que van començar a oposar-se al govern sirià. Quan ISIL es va traslladar a la ciutat l'abril de 2014, el grup va començar a publicar informació sobre ISIL. Un dels membres que havien fugit de Raqqa va afirmar: "Després de llançar la campanya i de publicar una gran quantitat de crucifixions i execucions a les notícies i a Facebook i Twitter, van fer tres sermons de divendres sobre nosaltres, dient que som infidels i estem en contra d'Allah i que 'els agafarem i els executarem'". "Som dotze dins de la ciutat i quatre fora. Abans eren dotze dins de la ciutat publicant a Twitter i publicant a Facebook, i parlant amb periodistes, però és molt perillós. Així que vam decidir utilitzar una "cambra secreta", i la gent de la ciutat publica totes les fotos, les notícies, i tot, i els quatre que estan fora, publiquem a Internet, Twitter i Facebook, i parlem amb periodistes. Ens amaguem darrere de noms falsos i no confiem en ningú per no se capturats".
Diversos membres d'RSS han estat executats dins de Raqqa. El maig de 2014 Al-Moutaz Bellah Ibrahim va ser segrestat i assassinat per ISIL. El juliol de 2015, ISIL va publicar un vídeo que mostrava dos homes penjats d'arbres i disparats. Encara que ISIL va afirmar que el dos assassinats havien treballat amb RBSS, un dels fundadors del grup ho va negar. Un altre amic del grup va ser executat de formar similar. Hamoud al-Mousa, el pare d'un dels fundadors del grup, va ser matat en custòdia d'ISIL. El 30 d'octubre de 2015, es van trobar l'activista d'RSS Ibrahim Abdul Qadir, de vint anys, i el seu amic Fares Hamadi apunyalats i decapitats a la ciutat turca de Şanlıurfa. Va ser el primer assassinat reconegut fora del territori controlat per Estat Islàmic.
Abdalaziz Alhamza actua com a portaveu. Almenys 5 membres del grup viuen fora de Síria. El 16 desembre 2015 diversos homes emmascarats van assassinar el membre d'RSS Ahmad Mohammed al-Mousa a la ciutat rebel d'Idleb. Naji Jerez Court, director de cinema del grup i editor en cap de la revista mensual Hentah, va morir a Gaziantep (Turquia) amb una pistola amb silenciador a plena llum del dia fora d'un edifici dels mitjans a finals de desembre de 2015. ISIL es va atribuir l'atac a Twitter.
En una entrevista amb Sarah Montague al programa HARDtalk de la BBC, emès el 22 de juny de 2016, el portaveu Hussam Eesa va afirmar: "Quan vam triar treballar junts contra Daeix, documentant els seus abusos, vam entendre que hi hauria baixes. No obstant això, ha estat pitjor del que esperàvem. És un preu inevitable a pagar. Fins ara hem perdut 14 persones, 4 membres del grup i 10 amics i familiars. En l'actualitat, en tenim 18 dins de Raqqa i 10 fora de Raqqa".

## Històries significatives
Quan ISIL va prohibir Internet als domicilis de Raqqa i va obligar els usuaris d'Internet a anar als cafès on podien ser controlats, RBSS va començar a difondre informació no filtrada sobre la vida sota el règim ISIL. Els membres d'RBSS van avançar la història de la missió fallida de rescat per salvar el periodista James Foley i dels altres ostatges.
Poc després de la publicació d'un vídeo que mostra un pilot jordà, Muath Al-Kasasbeh, RBSS va publicar imatges de la ubicació de l'execució a la part sud de Raqqa, prop del riu. També van informar que es van reproduir els vídeos de l'execució per al públic en grans pantalles a tota la ciutat de Raqqa. RBS va detallar que els efectes dels atacs aeris russos a Raqqa i al voltant estaven atacant principalment objectius civils, i que tenien poc efecte sobre ISIL. RBS també va informar sobre el terreny de municions de fòsfor blanc, utilitzades il·legalment en els atacs aeris.

## Premis i reconeixements
El grup va ser guardonat el 2015 amb el Premi a la Llibertat de Premsa Internacional, atorgat pel
Comitè per la Protecció dels Periodistes. El Comitè va afirmar: "Mentre que RBSS es va formar per documentar les atrocitats d'[ISIL], els seus membres també han informat de manera crítica dels bombardejos del govern d'Assad, d'altres forces rebels i de les baixes civils causades per atacs aeris dirigits pels EUA".